# Attaccante (informatica)
Nell'ambito della sicurezza informatica, l'attaccante è un'entità che subentra in un sistema informatico con lo scopo di rubare informazioni, impedire il funzionamento del sistema o ingannarne gli utenti per vari scopi. 
In questo contesto l'attaccante è un personaggio astratto il cui comportamento viene studiato per sviluppare un Protocollo di comunicazione sicuro.

## Attaccante nel modello Dolev-Yao
Per mettere alla prova la sicurezza di un sistema informatico, spesso si suppone che venga attaccato da un Security hacker che conosce il protocollo di comunicazione ed è capace di:
- Leggere tutti i messaggi che si scambiano gli utenti del sistema
- Intercettare e bloccare un messaggio che due o più utenti del sistema cercano di scambiarsi
- Mandare messaggi agli utenti del sistema
- Comporre e decomporre messaggi

Secondo il modello Dolev-Yao, si suppone che l'attaccante non possa violare la cifratura dei messaggi criptati.

## Attaccante nell'informatica quantistica
Nell'ambito di un sistema quantistico, l'attaccante si ritrova in una situazione più svantaggiosa rispetto ad un sistema informatico classico.
Per le leggi della meccanica quantistica, un eventuale attaccante che si allaccia ad un canale di comunicazione non potra' leggere i dati che vi passano senza correre il rischio di lasciare traccia.

Dato un singolo qubit, l'attaccante per leggerlo dovra' effettuare una misura, la quale azione può alterare lo stato quantistico del qubit.